# Johann Christoph Bach
Johann Christoph Bach (Arnstadt, 6 de Dezembro de 1642 – Eisenach, 31 de Março de 1703) foi um compositor e organista alemão do período barroco. 

## Vida
Ele nasceu em Arnstadt, filho de Heinrich Bach, primo-irmão de Johann Sebastian Bach outrora afastado e primo-irmão do pai de JS Bach, Johann Ambrosius Bach. Ele também era tio de Maria Barbara Bach, primeira esposa e prima de segundo grau de JS Bach. Johann Christoph casou-se com Maria Elisabeth Wiedemann em 1667. Eles tiveram sete filhos, incluindo quatro filhos que se tornaram músicos: Johann Nicolaus (10 de outubro de 1669 - 4 de novembro de 1753), Johann Christoph Jr. (29 de agosto de 1676 - 1738), Johann Friedrich (1682–1730) e Johann Michael (1685 - desconhecido). Ele não deve ser confundido com o filho de Johann Sebastian Bach, Johann Christoph Friedrich Bach.
Johann Christoph tinha uma reputação de compositor que só foi igualada pela de Johann Sebastian na família Bach durante sua vida. Ele foi organista em Eisenach e mais tarde membro da orquestra de câmara do tribunal de lá. Seu irmão, Johann Michael Bach (sogro de Johann Sebastian Bach e pai de Maria Barbara), também era compositor. Algumas das obras foram posteriormente atribuídas a Johann Sebastian, mas foram recentemente reconhecidas como escritas por Johann Christoph. Uma das obras mais conhecidas é a cantata Meine Freundin, du bist schön, baseada no Cântico dos Cânticos.
Apesar de seu sucesso como músico, Johann Christoph passou por dificuldades financeiras, o que pode ter resultado no fato de ele não ter sido escolhido como guardião de Johann Sebastian quando os pais deste último morreram. Mesmo assim, Johann Christoph encontrou dinheiro para ter seu retrato pintado a óleo várias vezes, incluindo o conhecido retrato dele que está em exibição em um museu de Berlim. Johann Christoph estava muito endividado quando morreu em Eisenach. Ele morreu apenas dez dias depois da morte de sua esposa Maria.
Sebastian Bach o descreveu em sua Genealogia (Ursprung, 1735) como "o compositor profundo", sugerindo assim sua reputação, não apenas dentro da família, mas dentro da sociedade.